# Cumbolo
Cumbolo è un album discografico dei Culture, pubblicato dall'etichetta discografica Virgin Records nel marzo del 1979.

## Tracce
Brani composti da Joseph Hill, eccetto dove indicato.
Lato A
1. They Never Love in This Time – 4:23
2. Innocent Blood – 5:37
3. Cumbolo – 3:52
4. Poor Jah People – 5:40
5. Natty Never Get Weary – 3:52

Durata totale: 23:24
Lato B
1. Natty Dread Naw Run – 3:51
2. Down in Jamaica – 4:04
3. This Train – 4:48 (Woody Guthrie)
4. Pay Day – 4:15
5. Mind Who You Beg for Help – 5:03

Durata totale: 22:01

## Musicisti
Culture
- Joseph Hill - voce, cori
- Albert Walker - voce, cori
- Kenneth Paley - voce, cori

Musicians:
- Sly Dunbar - batteria
- Michael Richards (Mickey Boo) - batteria
- Robert Shakespeare - basso
- Bertram McLean (Ranchie) - basso
- Radcliff Dougie Bryan - chitarra
- Willie Lindo - chitarra
- Bertram McLean - chitarra
- Ansel Collins - tastiere
- Earl Lindo - tastiere
- Harold Butler - tastiere
- Uzziah Thompson (Sticky) - percussioni
- Clive Hunt - tromba
- David Madden - tromba
- Cedric Im Brooks - sassofono tenore
- Deadly Hadley Bennett - sassofono alto
- Vin Gordon (Don D. Jnr.) - trombone

Note aggiuntive:
- S. E. Pottinger - produttore
- Registrazioni (e mixaggio) effettuate al Treasure Isle Recording Studio di Kingston, Jamaica
- Errol Brown - ingegnere della registrazione e del mixaggio
- Dennis Morris - foto[1]